# دانيال دافيدسن
دانيال دافيدسن هو عازف جاز وملحن دنماركي، ولد في 30 ديسمبر 1978 في كوبنهاغن في الدنمارك.

## وصلات خارجية
- دانيال دافيدسن على موقع ميوزك برينز (الإنجليزية)
- دانيال دافيدسن على موقع ديسكوغز (الإنجليزية)